# Cow Island (Waikato)
Cow Island ist eine kleine Insel im Hauraki Gulf, im Norden der Nordinsel von Neuseeland.

## Geographie
Die Insel befindet sich rund 2 km westlich des Eingangs zum Coromandel Harbour und 2,45 km südwestlich sowie 2,2 km nordwestlich der Landspitzen an diesem Teil der Coromandel Peninsula. Die kleine Insel Calf Island liegt rund 477 m in südlicher Richtung und Rangipukea Island dahinter rund 1,6 km ebenfalls in südlicher Richtung. Cow Island ragt nicht weit aus dem Wasser empor und kommt mit seinen Felsen und Sandbänken auf eine Länge von rund 280 m. Die breiteste Stelle mist in etwa 100 m.